# Cris Silva
Cristiano da Silva Leite, mais conhecido como Cristiano ou Cris Silva (Niterói, 29 de agosto de 1993), é um futebolista brasileiro que atua como lateral-esquerdo. Atualmente joga pelo Operário-PR.

## Carreira
Cristiano começou sua carreira no Vitória das Tabocas, onde na temporada de 2014 obteve 23 participações e um gol no Campeonato Pernambucano. Posteriormente passou por sucessivos empréstimos a clubes como Murici, CRB, Bonsucesso e Criciúma. Em 29 de Janeiro de 2016 foi emprestado ao Volta Redonda, que o contratou definitivamente em 1º de Janeiro de 2017. Nesse mesmo dia, o Volta Redonda o empresta ao Sheriff Tiraspol, da Moldávia, e Cristiano ajuda sua equipe a vencer o Campeonato Moldavo de Futebol ganhando o prêmio de líder de assistências do campeonato. Em 23 de Janeiro de 2018, é comprado por definitivo pela equipe moldava.  
No dia 14 de Janeiro de 2022, o atleta foi adquirido pelo Fluminense do Sheriff Tiraspol, pelo valor de 1,4 milhões de euros, após ter sido destaque da equipe moldava na fase de grupos da UEFA Champions League.

## Títulos
Volta Redonda
- Campeonato Brasileiro - Série D: 2016

Sheriff Tiraspol
- Divizia Naţională: 2017, 2018, 2019, 2020–21
- Copa da Moldávia: 2018–19

Fluminense
- Campeonato Carioca: 2022
- Taça Guanabara: 2022

Operário-PR
- Campeonato Paranaense: 2025[5]